# Third Lanark
Der Third Lanark Athletic Club war ein schottischer Fußballverein aus Glasgow. Der Verein wurde 1872 als Ableger der 3rd Lanarkshire Rifle Volunteers gegründet und war 1872 Gründungsmitglied der Scottish Football Association (SFA) und 1890 der Scottish Football League (SFL). Third Lanark spielte für den größten Teil des Bestehens in der höchsten Spielklasse des Landes und gewann in der Saison 1903/04 die schottische Meisterschaft. Der Verein gewann auch zweimal den schottischen Pokal, 1889 und 1905. Third Lanark musste 1967 aufgrund von Misswirtschaft den Betrieb aufgeben.

## Geschichte
Der Klub wurde 1872 als Fußballmannschaft der Third Lanarkshire Rifle Volunteers unter dem Namen 3rd LRV FC (Third Lanarkshire Rifle Volunteers Football Club) gegründet. Als man sich von seinen militärischen Wurzeln trennte, erhielt der Verein den Namen Third Lanark.
Nachdem 1889 der Sieg im schottischen Pokal gelungen war, zählte der Klub 1890 zu den Gründungsmitgliedern der schottischen ersten Liga. 1904 beendete Third Lanark die Saison als Tabellenerster und wurde damit schottischer Landesmeister. Im folgenden Jahr gelang erneut der Sieg im schottischen Pokal. Zudem gewann der Klub mehrmals den Glasgow Cup.
In den folgenden Jahren war der Klub nicht mehr sonderlich erfolgreich und spielte oft nur noch zweitklassig. 1936 gelang noch einmal der Einzug ins Pokalfinale, man unterlag dort jedoch den Glasgow Rangers mit 0:1. 1960 schaffte man den Einzug ins Endspiel um den schottischen Ligapokal, den Titel holte sich aber Heart of Midlothian mit einem 2:1-Erfolg. 1963 gelang mit dem Sieg im Glasgow Cup der letzte Erfolg der Vereinsgeschichte. In den folgenden Jahren griff Misswirtschaft um sich und 1967 musste der Klub Konkurs anmelden und wurde aufgelöst.

## Gegenwart
Seit 2007 gelingt es einem Amateurverein mit dem Namen Third Lanark Athletic Club ein Team in der Greater Glasgow Premier AFL zu halten. In der Saison 2011/12 konnte die 1. Division der Liga gewonnen werden. Außerdem spielen Teams in der Glasgow & District Youth Football League. In der Saison 2013/14 beispielsweise spielte ein U19-Team in der 2. Division dieser Liga.
Zudem versucht der Verein, die frühere Spielstätte Cathkin Park wiederzuerlangen.

## Erfolge
- Schottische Meisterschaft:
  - Meister: 1904
- Schottischer Pokal:
  - Sieger: 1889, 1905
  - Finalist: 1876, 1878, 1906, 1936
- Schottischer Ligapokal
  - Finalist: 1960
- Glasgow Cup
  - Sieger: 1903, 1904, 1909, 1963
  - Finalist: 1891, 1906, 1907, 1914, 1924, 1938, 1943, 1947, 1948, 1949, 1954, 1958
- Glasgow Merchants Charity Cup
  - Sieger: 1890, 1898, 1901, 1952, 1954, 1956
  - Finalist: 1884, 1897, 1910, 1914, 1932, 1939, 1943, 1946

## Ehemalige Spieler
- Sammy Cox
- Neil Dewar
- Archie Hunter
- Willie Maley
- William Maxwell
- Ally McLeod
- Ronnie Simpson